# Vardø
Vardø é uma comuna da Noruega, com 600 km² de área e 2122 habitantes (censo de 2012).    
Vardø é a localidade da Noruega que fica mais a leste, estando mesmo a leste de cidades como São Petersburgo, Kiev e Istambul. A zona este de Finnmark tem o mesmo fuso horário que o resto do país, ainda que tenha um desfasamento de uma hora em relação ao período diurno. A igreja da cidade foi construída em 1307. 
A cidade historicamente dependia bastante de sua pequena indústria pesqueira, feita sobretudo para subsistência. O município conta com uma particularidade história que o fez notável na literatura: em 1621, uma grande tempestade vitimou quase toda a população de homens da cidade, que se encontravam no mar pescando. Por consequência, as mulheres da cidade tiveram que se organizar para exercer as atividades econômicas (como a pesca) e comunitárias. A liderança feminina neste lugar chamou a atenção do governo central do reino (à época, por conta da união entre Dinamarca e Noruega, localizado em Copenhaga) que enviou representantes da Inquisição. Durante todo o século XVII, a cidade foi sede de numerosos tribunais de caça às bruxas, comuns no Norte da Noruega à época. 
O porto de Vardø, sobre o mar de Barents, encontra-se livre de gelo durante todo o ano graças à ação da corrente quente do Atlântico Norte. Muitas vezes Vardø é identificada como a única localidade da Noruega continental na zona de clima ártico, mas tal não é estritamente correto dado que a localidade fica numa ilha a 2 km da costa nordeste da península de Varanger. Durante o mês de julho, a temperatura média diária é de apenas 9,1 °C, enquanto que a média durante janeiro é de -5,1 °C